# Solidago

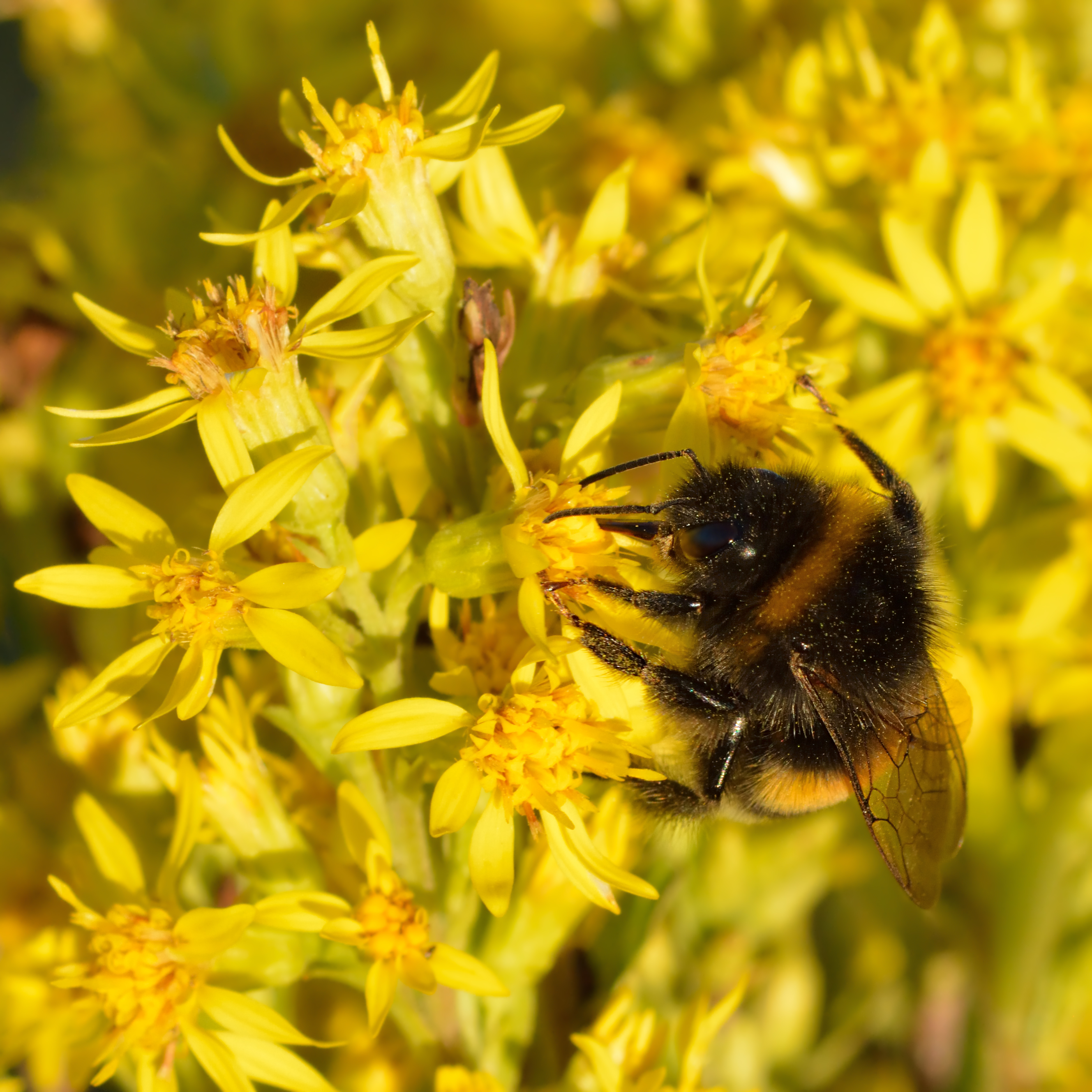
Solidago virgaurea

Solidago és un gènere de plantes amb flor dins la família de les asteràcies. És un gènere originari de l'hemisferi Nord, principalment dels Estats Units. Conté unes 80 espècies. Són plantes herbàcies de 60 a 150 cm d'alt. Les fulles són alternades. Les flors estan agrupades en nombrosos capítols grocs. Floreixen a finals d'estiu i principi de tardor i són molt similars a l'olivarda que és una altra asteràcia d'un gènere (Inula) diferent. S'utilitza en jardineria i Thomas Alva Edison havia assajat d'obtenir cautxú del seu làtex per als neumàtics.

## Taxonomia
- Solidago albopilosa E.L. Braun
- Solidago altiplanities C.& J. Taylor
- Solidago arguta Ait.
  - Solidago arguta. var. arguta
  - Solidago arguta var. boottii (Hook.) Palmer i Steyermark
  - Solidago arguta var. caroliniana Gray
  - Solidago arguta var. harrisii (Steele) Cronq.
  - Solidago arguta var. neurolepis (Fern.) Steyermark
- Solidago auriculata Shuttlw. ex Blake
- Solidago bicolor L.
- Solidago brachyphylla Chapman
- Solidago buckleyi Torr. & Gray (vulnerable)
- Solidago caesia L.
  - Solidago caesia var. caesia
  - Solidago caesia var. curtisii (Torr. & Gray) Wood
- Solidago calcicola Fern.
- Solidago californica Nutt.
- Solidago canadensis L.
  - Solidago canadensis var. canadensis
  - Solidago canadensis var. gilvocanescens Rydb.
  - Solidago canadensis var. hargeri Fern.
  - Solidago canadensis var. lepida (DC.) Cronq.
  - Solidago canadensis var. salebrosa (Piper) M.E. Jones
  - Solidago canadensis var. scabra Torr. & Gray
- Solidago cutleri Fern.
- Solidago deamii Fern.
- Solidago discoidea Ell.
- Solidago fistulosa P. Mill.
- Solidago flaccidifolia Small
- Solidago flexicaulis L.
- Solidago gattingeri Chapman
- Solidago gigantea Ait.
- Solidago glomerata Michx.
- Solidago gracillima Torr. & Gray
- Solidago guiradonis Gray
- Solidago hispida Muhl. ex Willd.
  - Solidago hispida var. arnoglossa Fern.
  - Solidago hispida var. hispida
  - Solidago hispida var. lanata (Hook.) Fern.
  - Solidago hispida var. tonsa Fern.
- Solidago juliae Nesom
- Solidago juncea Ait.
- Solidago latissimifolia P. Mill.
- Solidago leavenworthii Torr. & Gray
- Solidago ludoviciana (Gray) Small
- Solidago macrophylla Pursh
- Solidago missouriensis Nutt.
  - Solidago missouriensis var. fasciculata Holz.
  - Solidago missouriensis var. missouriensis
  - Solidago missouriensis var. tenuissima (Woot. i Standl.) C.& J. Taylor
  - Solidago missouriensis Nutt. var. tolmieana (Gray) Cronq.
- Solidago mollis Bartl.
  - Solidago mollis var. angustata Shinners
  - Solidago mollis var. mollis
- Solidago multiradiata Ait.
  - Solidago multiradiata var. arctica (DC.) Fern.
  - Solidago multiradiata var. multiradiata
  - Solidago multiradiata var. scopulorum Gray
- Solidago nana Nutt.
- Solidago nemoralis Ait.
  - Solidago nemoralis var. longipetiolata (Mackenzie i Bush) Palmer & Steyermark
  - Solidago nemoralis var. nemoralis
- Solidago odora Ait.
  - Solidago odora var. chapmanii (Gray) Cronq.
  - Solidago odora var. odora
- Solidago ouachitensis C.& J. Taylor
- Solidago patula Muhl. ex Willd.
  - Solidago patula var. patula
  - Solidago patula var. strictula Torr. & Gray
- Solidago petiolaris Ait.
  - Solidago petiolaris var. angusta (Torr. & Gray) Gray
  - Solidago petiolaris var. petiolaris
- Solidago pinetorum Small
- Solidago plumosa Small
- Solidago porteri Small
- Solidago puberula Nutt.
  - Solidago puberula var. puberula
  - Solidago puberula var. pulverulenta (Nutt.) Chapman
- Solidago pulchra Small
- Solidago radula Nutt.
  - Solidago radula var. laeta (Greene) Fern.
  - Solidago radula var. radula
  - Solidago radula var. stenolepis Fern.
- Solidago roanensis Porter En perill
- Solidago rugosa P. Mill.
- Solidago rugosa subsp. aspera (Ait.) Cronq.
- Solidago rugosa subsp. rugosa
  -     - Solidago rugosa subsp. rugosa var. rugosa
    - Solidago rugosa subsp. rugosa var. sphagnophila Graves
    - Solidago rugosa subsp. rugosa var. villosa (Pursh) Fern.
- Solidago rupestris Raf.
- Solidago sciaphila Steele
- Solidago sempervirens L.
  - Solidago sempervirens var. mexicana (L.) Fern.
  - Solidago sempervirens var. sempervirens
- Solidago shortii Torr. & Gray En perill
- Solidago simplex Kunth: Mt. Albert Goldenrod
- Solidago simplex subsp. randii (Porter) Ringius
  - Solidago simplex subsp. randii var. gillmanii (Gray) Ringius
    - Solidago simplex subsp. randii var. monticola (Porter) Ringius
    - Solidago simplex subsp. randii var. ontarioensis (Ringius) Ringius
    - Solidago simplex subsp. randii var. racemosa (Greene) Ringius
    - Solidago simplex subsp. randii var. randii (Porter) Kartesz i Gandhi

  - Solidago simplex subsp. simplex
    - Solidago simplex subsp. simplex var. nana (Gray) Ringius
    - Solidago simplex subsp. simplex var. simplex
    - Solidago simplex subsp. simplex var. spathulata (DC.) Cronq.
- Solidago simulans Fern.
- Solidago speciosa Nutt.
  - Solidago speciosa var. erecta (Pursh) MacM.
  - Solidago speciosa var. jejunifolia (Steele) Cronq.
  - Solidago speciosa var. pallida Porter
  - Solidago speciosa var. rigidiuscula Torr. & Gray
  - Solidago speciosa var. speciosa
- Solidago spectabilis (D.C. Eat.) Gray 
  - Solidago spectabilis var. confinis (Gray) Cronq.
  -  Solidago spectabilis var. spectabilis
- Solidago sphacelata Raf.
- Solidago spithamaea M.A. Curtis
- Solidago squarrosa Nutt.
- Solidago stricta Ait.
- Solidago tortifolia Ell.
- Solidago uliginosa Nutt.
  - Solidago uliginosa var. levipes (Fern.) Fern.
  - Solidago uliginosa var. linoides (Torr. & Gray) Fern.
  - Solidago uliginosa var. terrae-novae (Torr. & Gray) Fern.
  - Solidago uliginosa. var. uliginosa
- Solidago ulmifolia Muhl. ex Willd.
  - Solidago ulmifolia var. microphylla Gray
  - Solidago ulmifolia var. palmeri Cronq.
  - Solidago ulmifolia var. ulmifolia
- Solidago velutina DC.
- Solidago verna M.A. Curtis
- Solidago virgaurea, vara d'or
- Solidago wrightii Gray
  - Solidago wrightii var. adenophora Blake
  - Solidago wrightii var. wrightii

## Híbrids naturals
- Solidago × asperula Desf. (S. rugosa × S. sempervirens)
- Solidago × beaudryi Boivin (S. rugosa × S. uliginosa)
- Solidago × erskinei Boivin (S. canadensis × S. sempervirens)
- Solidago × ovata Friesner (S. sphacelata × S. ulmifolia)
- Solidago × ulmicaesia Friesner (S. caesia × S. ulmifolia)